# 9746 Kazukoichikawa
A 9746 Kazukoichikawa (ideiglenes jelöléssel 1988 VS1) a Naprendszer kisbolygóövében található aszteroida. Y. Kushida és M. Inoue fedezte fel 1988. november 7-én.